# Comelico Superiore
Comelico Superiore är en ort och kommun i provinsen Belluno i regionen Veneto i Italien. Kommunen hade 2 151 invånare (2018).